# Cheshmeh-ye Bonūrak
Cheshmeh-ye Bonūrak (persiska: چشمه بنورک) är en källa i Iran.   Den ligger i provinsen Khorasan, i den centrala delen av landet, 500 km sydost om huvudstaden Teheran. Cheshmeh-ye Bonūrak ligger 1 291 meter över havet.
Terrängen runt Cheshmeh-ye Bonūrak är lite kuperad, och sluttar norrut.  Trakten runt Cheshmeh-ye Bonūrak är nära nog obefolkad, med mindre än två invånare per kvadratkilometer. Det finns inga samhällen i närheten. Trakten runt Cheshmeh-ye Bonūrak är ofruktbar med lite eller ingen växtlighet.